# ARM Holdings

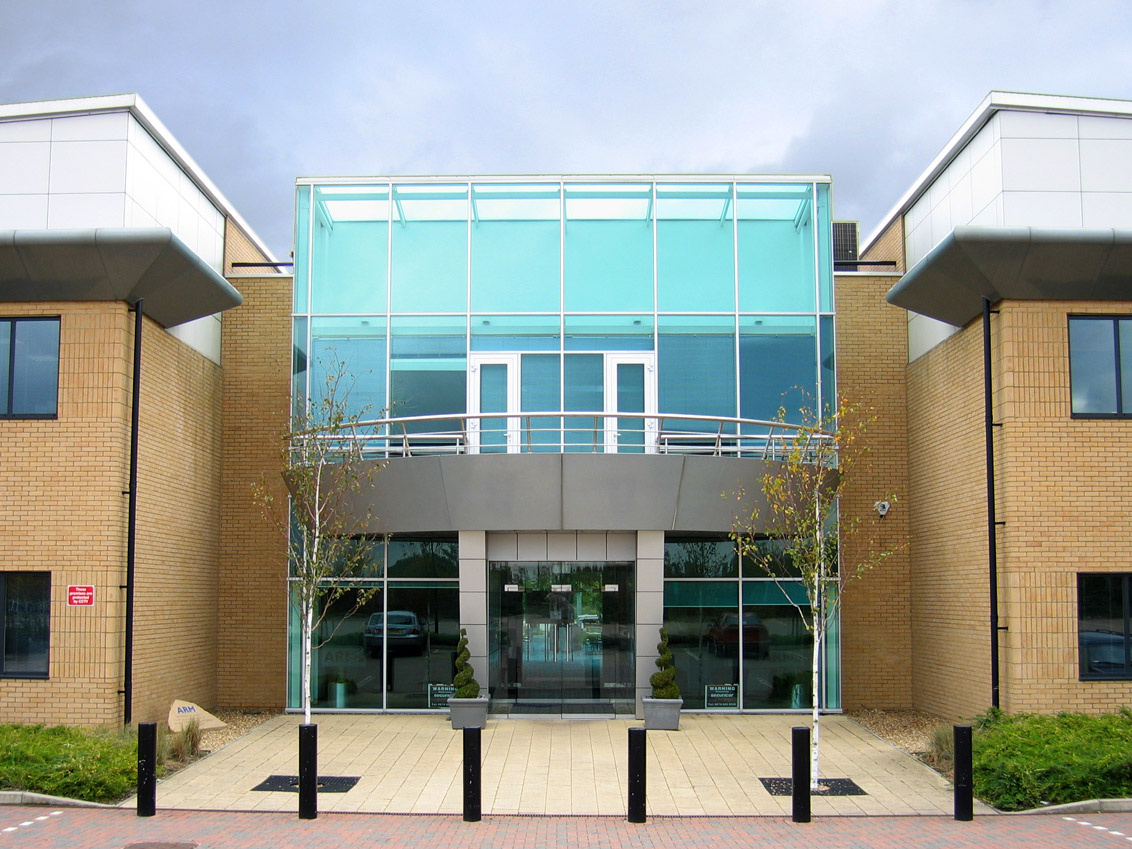
Sediul ARM Holdings în Cambridge, UK

ARM Holdings este o companie britanică multinațională de semiconductori specializată în dezvoltarea procesoarelor de arhitectură ARM pe 32 biți și arhitecturii RISC pe 64 biți, blocuri de proprietate intelectuală (Intellectual Property Cores) utilizate în chip-uri de siliciu, aplicații software pentru programare.

Arhitectura ARM este furnizată sub licență în majoritatea smartphone-urilor, tablete, laptop-uri și sisteme înglobate, iar procesoarele sunt utilizate de mai mulți producători terți pentru dispozitive mobile și aplicații ASIC. 

Sediul central este în Cambridge, Marea Britanie. Din anul 2016 ARM Holdings este o filială a companiei japoneze SoftBank.

## Istoric
ARM Holdings a luat ființă în 1990 ca o societate mixtă între Apple, Acorn Computers și VLSI Technology. Compania se numea atunci Advanced RISC Machines Ltd, și inițial Acorn RISC Machine.
Pe 18 iulie 2016, compania japoneză SoftBank anunță achiziționarea ARM, pentru aproximativ 31 miliarde de dolari
Compania oferă o gamă largă de termeni de licențiere, variind în cost și detalii. În prezent, ARM nu fabrică și nici nu comercializează procesoarele dezvoltate, dar oferă licență de arhitectură ARM, precum și un set complet de instrumente de dezvoltare software (compilator, depanator) și dreptul de a vinde procesoare ARM partenerilor interesați. Aceste companii includ AMD, Intel, Apple, Samsung, Qualcomm, Nvidia, Broadcom etc.
Companiile licențiate utilizează modele ARM pentru a-și crea propriile sisteme SoC, integrând nucleele procesoarelor cu GPU și alte acceleratoare, procesoare DSP (Digital Signal Processor) etc.
ARM a achiziționat un număr de 19 companii. Cea mai recentă achiziție ARM Holdings este compania Treasure Data pe 29 iulie 2018, pentru 600 milioane USD.